# Héctor Demarco
Héctor Demarco (né le 31 mai 1936 à Montevideo en Uruguay et mort le 21 juin 2010 dans la même ville) est un joueur de football international uruguayen, qui évoluait au poste de milieu de terrain.

## Biographie

### Carrière en club
Avec le club italien de Bologne, il remporte un titre de champion d'Italie et gagne une Coupe Mitropa.

### Carrière en sélection
Avec l'équipe d'Uruguay, il joue 14 matchs (pour 3 buts inscrits) entre 1955 et 1959. 
Il figure dans le groupe des sélectionnés lors des Championnats sud-américains de 1955, de 1956 et de 1959 (Argentine). La sélection uruguayenne remporte la compétition en 1956.
Il joue enfin un match face au Paraguay comptant pour les tours préliminaires de la coupe du monde 1958.

## Palmarès
| Bologne - Championnat d'Italie (1) : - Champion : 1963-64. - Coupe Mitropa (1) : - Vainqueur : 1961. - Finaliste : 1962. |  | Uruguay - Championnat sud-américain (1) : - Vainqueur : 1956. |